# 3041 Webb
3041 Webb (1980 GD) là một tiểu hành tinh vành đai chính được phát hiện ngày 15 tháng 4 năm 1980 bởi E. Bowell ở Flagstaff (AM).